# Jéromine Mpah-Njanga
Jéronime Mpah-Njanga, née le 31 octobre 1994 à Arpajon, est une escrimeuse française pratiquant le fleuret.

## Palmarès
- Championnats d'Europe
  -  Médaille de bronze par équipes en 2016 à Toruń[1]

- Jeux européens
  -  Médaille d'argent par équipes en 2015 à Bakou[2]

- Jeux méditerranéens
  -  Médaille de bronze en fleuret individuel aux Jeux méditerranéens de 2018 à Tarragone

- Universiade
  -  Médaille d'or individuelle en 2015 à Gwangju
  -  Médaille d'argent par équipes en 2015 à Gwangju